# Komsomolski (Bélgorod)
Komsomolski — Комсомольский (rus) — és un poble (un possiólok) de l'óblast de Bélgorod, a Rússia. El 2010 tenia 53 habitants. Pertany al districte (raion) de Prókhorovka.